# オオツクバネウツギ
オオツクバネウツギ（大衝羽根空木、学名：Abelia tetrasepala）は、スイカズラ科ツクバネウツギ属の落葉低木。別名、メツクバネウツギ。

## 特徴
多く分枝して枝が広がり、樹高は2-3mになる。枝は円く、樹皮は灰褐色をしており、髄は中実で白色、1年目の枝は無毛でわずかに腺点があるものから、毛を密生するものもあり、しばしば赤褐色になる。葉は対生し、葉柄は長さ1-3mmになり、ふつう長い開出する毛がある。葉身は長さ3-6cm、幅1.5-3.5cmの広卵形から披針状卵形で、先端は長鋭尖形から鋭形、基部は広いくさび形から円形で、縁はほぼ全縁か不規則な粗い鋸歯があり、若い葉の縁はしばしば赤身を帯びる。葉の表面は無毛か葉脈上に毛が生え、裏面には毛が生え、とくに葉脈上と縁には長さ1.2mmになる白色の開出毛が生える。側脈は3-4対あって斜上し、表面は多少くぼんで裏面は隆起する。
花期は4-5月中旬。花は新枝の先にふつう2個ずつつき、長さ1-2mmの共通花柄をもち、1個の苞と2個の小苞がある。萼片は5個あるが、1個が小さく長さ2-5mmで、まれに無いことがあり、他の4個の萼片は長さ8-15mmで、披針形から長楕円形になり、果期まで宿存する。花冠は長さ3-4cm、基部の花筒下部は長さ10-15mmになり、鐘状漏斗形で、ふつう黄白色で、ときに黄色やピンク色を帯び、喉部の内側に橙黄色の網目模様がある。花冠の上唇は2裂、下唇は3裂し、花筒下部は狭い管状になる。雄蕊は4個あり、うち2個が長く花冠筒部と同じ長さかやや短く、葯は長さ2.5-3mmになる。雌蕊は花冠筒部と同長。一見花柄に見える子房は細長く、長さ8-11mmになり、やや赤みを帯び伏した毛が生える。果実は長さ10-15mmになる線形の痩果で、9-11月に熟す。中に種子1個が入り、長さ7-8mmの狭円柱形となり、両端に短い尾状の翼がある。

## 分布と生育環境
日本固有種。本州（福島県以西）のおもに太平洋側、四国に分布し、九州北部ではごくまれに生える。明るく開けた山地の落葉樹林下や林縁、しばしば岩場に、ときに石灰岩地などの石灰質土壌に生育する。

## 名前の由来等
和名オオツクバネウツギは、「大衝羽根空木」の意で、同属のツクバネウツギより花が大きいことによる。ツクバネウツギより、花期は約2週間早い。

## ギャラリー
- 花は新枝の先にふつう2個ずつつく。
- 5個の萼片のうち、1個が小さい。
- 密に分枝する。